# Aro IV Korong
Aro IV Korong is een bestuurslaag in het regentschap Solok van de provincie West-Sumatra, Indonesië. Aro IV Korong telt 2700 inwoners (volkstelling 2010).